# Gilberto Zaldívar
Gilberto Zaldívar (* 1934 in Deleyte, Provinz Holguín, Kuba; † 6. Oktober 2009 in Manhattan) war ein kubanischer Theaterleiter.

## Leben
Nach dem Schulbesuch studierte er an der Universität von Havanna und war anschließend als Vertriebsmanager bei der kubanischen Niederlassung der B. F. Goodrich Company tätig. Bereits in Kuba war er vom Theater fasziniert und war Mitgründer des "Teatro Arlequín", das zeitgenössische Stücke aufführte, und für das er zuletzt hauptberuflich tätig war. 1961, zwei Jahre nach dem Ende der Kubanischen Revolution und dem Regierungsantritt von Fidel Castro am 1. Januar 1959, emigrierte er wegen seiner Unzufriedenheit mit der zunehmend totalitäreren Ausrichtung der Regierung Castros in die USA.
In New York City fand er zunächst eine Anstellung in einer Buchhaltungsfirma und kurz darauf als Manager bei Diners Club. Bald schon widmete er sich wieder seiner Leidenschaft für das Theater und arbeitete mit englischsprachigen Theaterorganisationen wie dem Greenwich Mews Theater zusammen, das sich für die Stücke von Minderheiten und fremdsprachigen Dramatikern interessierte.
1968 gründete er in New York City schließlich zusammen mit René Buch, einem Kubaner, der 1949 ein Studium an der Yale Drama School begann und zuletzt als Theaterkritiker und Herausgeber tätig war, das "Repertorio Español" in der Hoffnung einer wachsenden Begeisterung für spanischsprachige Theaterstücke. Bereits 1972 konnte das Theater in das 140 Plätze umfassende Gramercy Arts Theater umziehen. Unter Zaldívars Leitung führte das Repertorio Español neben Klassikern von Federico García Lorca, Pedro Calderón de la Barca und Miguel de Unamuno auch Adaptionen von Erzählungen von Gabriel García Márquez und Mario Vargas Llosa sowie ins Spanische übersetzte englischsprachige Stücke wie "Wer hat Angst vor Virginia Woolf?" von Edward Albee auf.
1980 kam es zur Aufführung des Musicals "The Fantasticks" von Harvey Schmidt und Tom Jones auf Spanisch, das anschließend auch auf einer Tournee in Zentral- und Südamerika sowie der Karibik mit Unterstützung der United States Information Agency aufgeführt wurde. Mitte der 1980er Jahre gab Zaldívar auch Dramen für Erstaufführungen in Auftrag und zuletzt veranstaltete er auch einen jährlichen Wettbewerb für spanischsprachige Dramatiker wie Angelo Parra. 1998 kam es erstmals zu einer Tournee des Repertorio in seiner alten Heimat Kuba.
Für seine Verdienste um das spanischsprachige Theater wurde er mit dem Obie Award, dem Drama Desk Award sowie anderen Preisen wie dem New York State Governors Award ausgezeichnet.
Nachdem bei ihm 2005 die Lewy-Körper-Demenz diagnostiziert wurde, trat er als Theaterleiter zurück und wurde Präsident des Repertorio Español.
In den mehr als 40 Jahren seit der Gründung hatte das Theater mehr als 250 Stücke, vom Klassiker aus dem 17. Jahrhundert bis hin zu Uraufführungen von in den USA geborenen spanischsprachigen Dramatikern, produziert. Außerdem bot es Schauspielern und Regisseuren wie Raúl Juliá, Jorge Pupo und Míriam Colón Auftrittsmöglichkeiten.